# Neuf-Église
Neuf-Église é uma comuna francesa na região administrativa de Auvérnia-Ródano-Alpes, no departamento Puy-de-Dôme. Estende-se por uma área de 14,79 km². Em 2010 a comuna tinha 301 habitantes (densidade: 20,4 hab./km²).